# Oldřich Helma
Plukovník Oldřich Helma (11. ledna 1916 Příbor – 2. července 1941 Lower Mere Park Farm) byl český pilot 311. československé bombardovací perutě padlý v druhé světové válce.

## Život

### Před druhou světovou válkou
Oldřich Helma se narodil 11. ledna 1916 v Příboře na Novojičínsku. Vyučil se zámečníkem. V rámci akce 1000 pilotů pro republiku se přihlásil v roce 1935 k letectvu a po výcviku dosáhl vynikajících hodnocení.

### Druhá světová válka
Po německé okupaci v březnu 1939 se rozhodl opustit Protektorát Čechy a Morava společně s Josefem Štivarem a přes Polsko a Francii se dostal do Velké Británie. Chtěl se stát pilotem stíhačky, ale byl přidělen k 311. československé bombardovací peruti RAF a posléze získal post velitele letounu ve své době nejmladšího. Dne 2. července 1941 vedl stroj Vickers Wellington Mk. IC R1516 KX-U s posádkou složenou ze samých nováčků při návratu z bombardování Cherbourgu. Stroj byl poškozený a proto zaostal za formací, což společně s poruchou vysílače identifikujícího vlastní letadla zmátlo britskou obranu, která na něj navedla nočního stíhače. Tím byl velitel 604. noční stíhací perutě RAF Charles Henry Appleton na stroji Bristol Beaufighter a ten se nemýlil. Letoun explodoval a společně s Oldřichem Helmou v něm uhořeli Adolf Dolejš, Jaroslav Lančík, Richard Hapala, Jaroslav Petrucha a Antonín Plocek. Pohřben je na vojenském hřbitově v ulici Devizes Road v Salisbury v hrobě č. 184 společně s Jaroslavem Petruchou.

## Posmrtná ocenění
- Oldřich Helma byl in memoriam povýšen do hodnosti plukovníka
- V městě Příbor byla po Oldřichu Helmovi pojmenována jedna z ulic

## Odkazy

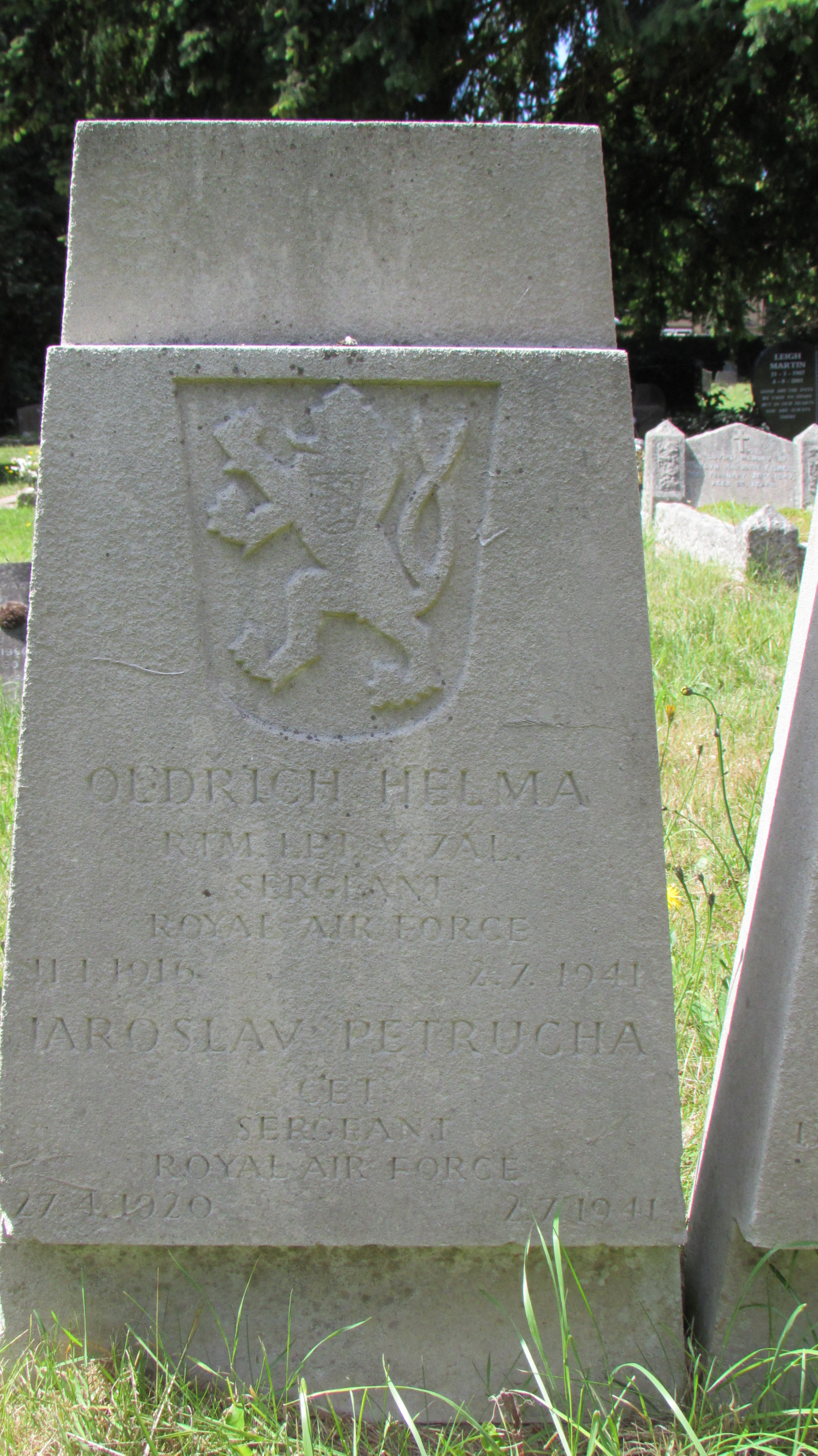
Hrob Oldřicha Helmy a Jaroslava Petruchy v Salisbury